# داستين إيدج
داستين إيدج (بالإنجليزية: Dustin Edge)‏ هو مغن مؤلف أمريكي، ولد في 9 ديسمبر 1977 في لويفيل في الولايات المتحدة.